# 하쓰유키급 구축함
하쓰유키급 구축함은 해상자위대의 구축함이다. 12척이 건조됐으며, 7척이 퇴역되어 보관돼있고, 5척이 활동중인 상태다. 동급 1번함인 DD-122 하쓰유키함은 2010년 6월 25일 최초로 퇴역하기 시작했다.

## 동급 함정
| 함번   | 함명     | 용골설치         | 진수식           | 취역식           | 퇴역            | 기항     |
| ------ | -------- | ---------------- | ---------------- | ---------------- | --------------- | -------- |
| DD-122 | 하쓰유키 | 1979년 3월 14일  | 1980년 11월 7일  | 1982년 3월 23일  | 2010년 6월 25일 | 요코스카 |
| DD-123 | 시라유키 | 1979년 12월 3일  | 1981년 8월 4일   | 1982년 3월 24일  | 2016년 4월 27일 | 요코스카 |
| DD-124 | 미네유키 | 1981년 5월 7일   | 1982년 10월 19일 | 1984년 1월 26일  | 2013년 3월 7일  | 마이즈루 |
| DD-125 | 사와유키 | 1981년 4월 22일  | 1982년 6월 21일  | 1984년 2월 15일  | 2013년 4월 1일  | 요코스카 |
| DD-126 | 하나유키 | 1981년 2월 4일   | 1982년 5월 27일  | 1983년 11월 18일 | 2012년 3월 14일 | 구레     |
| DD-127 | 이소유키 | 1982년 4월 20일  | 1983년 9월 19일  | 1985년 1월 23일  | 2014년 3월 14일 | 구레     |
| DD-128 | 하루유키 | 1982년 3월 11일  | 1983년 9월 6일   | 1985년 3월 14일  | 2014년 3월 14일 | 요코스카 |
| DD-129 | 야마유키 | 1983년 2월 25일  | 1984년 7월 10일  | 1985년 12월 3일  |                 | 구레     |
| DD-130 | 미쓰유키 | 1983년 4월 7일   | 1984년 10월 25일 | 1986년 3월 19일  |                 | 사세보   |
| DD-131 | 세토유키 | 1984년 1월 26일  | 1985년 7월 3일   | 1986년 12월 11일 |                 | 사세보   |
| DD-132 | 아사유키 | 1983년 12월 22일 | 1985년 10월 16일 | 1987년 2월 20일  |                 | 사세보   |
| DD-133 | 시마유키 | 1984년 5월 8일   | 1986년 1월 29일  | 1987년 2월 27일  |                 | 사세보   |

## 함정 레이다
- 일본 - FCS-3A 400km 동시추적 표적 300개
- 일본 - OPS-24 200km 동시추적 동시추적 표적 50개
- 일본 - OPS-12 120km

## 하쓰유키급의 무장량
- 일본 - 대공 미사일 8발
- 일본 - 대함 미사일 16발
- 일본 - 대잠로켓 8발

## 같이 보기
- 타카나미급 호위함 - 무라사메의 개량형이다.
- 아키즈키급 호위함 - 일본 자체 개발 이지스함이다.
- OPS-24
- RIM-162 ESSM